# Узелац, Миливой
Миливой Узелац (чеш. Milivoj Uzelac; 16 июня 1919, Прага — 8 марта 1988, Прага) — чешский дирижёр и композитор. Сын художника Миливоя Узелаца.
Окончил Пражскую консерваторию, где изучал, в частности, дирижирование у Павла Дедечека и композицию у Ярослава Ржидки. Работал репетитором в различных пражских труппах. По окончании Второй мировой войны дирижировал Симфоническим оркестром кинематографии, записал музыку к более чем 80 чешским игровым, документальным и анимационным фильмам, в том числе к известной научно-фантастической ленте «Путешествие к началу времён» (1955). В 1956—1960 гг. возглавлял Моравский филармонический оркестр, затем в 1960—1962 гг. главный дирижёр оркестра Вооружённых сил Чехословакии. В 1963—1975 гг. руководил оркестром музыкального театра в пражском районе Карлин.
Автор музыки ко множеству кинофильмов (преимущественно документальных). Эпизодически появлялся на экране в ролях дирижёров.